# Молния (шхуна, 1829)
«Молния» — парусная шхуна Балтийского флота Российской империи, находившаяся в составе флота с 1829 по 1844 год, одна из четырёх шхун типа «Вихрь».

## Описание судна
Парусная шхуна с деревянным корпусом, одна из четырёх шхун типа «Вихрь». Длина шхуны между перпендикулярами составляла 24,4 метра, ширина без обшивки — 6,7 метра, а осадка — 2,7 метра. Вооружение судна состояло из 14-ти орудий, а экипаж из 50-ти человек.

## История службы
Шхуна «Молния» была заложена на стапеле Лодейнопольской верфи 19 (31) мая 1829 года и после спуска на воду 4 (16) сентября 1829 года вошла в состав Балтийского флота России. Строительство вёл кораблестроитель подпоручик Корпуса корабельных инженеров Н. И. Федоров. Осенью того же года перешла из Лодейного Поля в порт Санкт-Петербурга.
С 1830 по 1834 год ежегодно выходила в практические и крейсерские плавания в Финский залив и Балтийское море, в кампанию 1832 года также находилась на кронштадтском рейде. Частично в кампании 1833 и 1834 годов, а также все время кампании 1835 года несла брандвахтенную службу в Ревеле, в том числе на его рейде. В 1836 году принимала участие в описи и промерах в финляндских шхерах в составе отряда.
По окончании службы в 1844 году шхуна «Молния» была разобрана в Кронштадте.

## Командиры шхуны
Командирами парусной шхуны «Молния» в составе Российского императорского флота в разное время служили:
- А. С. Дешаплет (1829—1833 годы);
- Е. И. Цебриков (1834—1835 годы);
- капитан-лейтенант А. Е. фон Фриш (1836 год)[12].